# Tetrapturus belone
L'aguglia imperiale (Tetrapturus belone Rafinesque, 1810) è un pesce osseo marino appartenente alla famiglia Istiophoridae endemico del mar Mediterraneo.

## Distribuzione e habitat
È un pesce endemico del mar Mediterraneo dove è maggiormente presente nella regione centrale. Questo areale è singolare dato che in genere i pesci endemici del Mediterraneo sono piccole specie costiere e bentoniche e non grandi animali pelagici. È da sempre ben conosciuto nella regione dello stretto di Messina mentre era molto meno comune negli altri mari italiani. Da qualche anno ha ampliato verso nord il suo areale probabilmente in seguito al fenomeno della meridionalizzazione del mar Mediterraneo. È una specie migratoria e compare negli stessi luoghi sempre nello stesso periodo.
Il suo modo di vita è tipicamente pelagico, vive al largo in acque aperte senza nessun rapporto con il fondo e si trova solo occasionalmente vicino alla costa.

## Descrizione
Nonostante il nome comune questo pesce non ha nulla in comune con l'aguglia, appartiene infatti alla stessa famiglia dei marlin dei mari tropicali, dei quali condivide l'aspetto complessivo. Una certa somiglianza esiste anche con il pesce spada, appartenente a un'altra famiglia strettamente imparentata. 
T. belone ha corpo fusiforme nella sezione anteriore che diventa progressivamente sempre più compresso lateralmente verso la parte posteriore del corpo. La mascella superiore è allungata in un rostro relativamente corto, appuntito e a sezione rotondeggiante. La nuca dell'animale è dritta e non presenta se non in minima parte la gibbosità tipica di altri membri della famiglia. I denti sono piccoli e villiformi, sono presenti sia sulle mascelle che sul palato. Le pinne dorsali sono due: la più anteriore è molto lunga, piuttosto bassa per tutta la sua lunghezza ma con un lobo anteriore elevato e appuntito, di altezza inferiore all'altezza del corpo sottostante, la seconda pinna dorsale è molto più breve e simile a una pinnula. La prima dorsale ha da 39 a 46 raggi, la seconda è composta da 6. Anche le pinne anali sono due, l'anteriore è di modesta grandezza, composta da 11-15 raggi ed è situata posteriormente all'ano, la seconda è identica e simmetrica alla seconda dorsale, sebbene inserita in posizione leggermente più anteriore, ha 6-7 raggi. La pinna caudale è grande, di forma lunata con due lobi molto sviluppati e appuntiti all'estremità. Le pinne pettorali sono abbastanza piccole, la loro lunghezza è pari circa alla parte postorbitale della testa, possono essere richiuse contro il fianco. Le pinne ventrali hanno lunghezza simile alle pettorali e sono apparentemente composte di un solo raggio mentre in realtà vi è un raggio spiniforme e quattro molli strettamente saldati assieme; quando sono a riposo trovano alloggiamento in un solco ventrale. Il peduncolo caudale è piuttosto compresso lateralmente, su di esso sono presenti due brevi carene parallele. La linea laterale ha una curva verso l'alto nella parte anteriore in corrispondenza delle pinne pettorali e poi decorre dritta. Il corpo è coperto di numerose scaglie molto allungate terminanti con 3-5 punte.
È molto simile al marlin bianco, raro nel Mediterraneo che ha il lobo della pinna dorsale arrotondato anziché appuntito, pinne pettorali molto più lunghe, rostro più lungo. Si riconosce dal pesce spada a causa del rostro corto e della lunga prima pinna dorsale (che nel pesce spada è corta ed alta).
La livrea è grigio-blu scuro, talvolta quasi nero sul dorso e bianco argentato sul ventre, con le due colorazioni separate da una linea netta e senza punti o disegni. La pinna dorsale non ha macchie o ornamentazioni ed ha colore blu vivace nell'animale vivo.
La taglia massima nota è di 240 cm, ma una taglia più comune è di circa 2 metri. Il peso massimo noto è di circa 70 kg.

## Alimentazione
Si nutre di pesci e di cefalopodi pelagici. Le sue prede più frequenti sono costardelle, aguglie e clupeidi.

## Riproduzione
È primaverile e estiva. Uova e larve sono pelagici. I giovani hanno pinna dorsale unica e molto alta come il pesce vela.

## Biologia
È un animale solitario. Quasi tutti gli esemplari sono accompagnati da una o più remore della specie Remora osteochir.

## Pesca
Viene insidiato dai pescatori professionisti che lo catturano sia con le reti che con palamiti o fiocine, utilizzando gli stessi attrezzi utilizzati per il pesce spada. È comprensibilmente apprezzato anche dai pescatori sportivi. Si pesca soprattutto a traina. Le carni sono ottime, simili a quelle del pesce spada.